# Baron Moyne
Baronowie Moyne 1. kreacji (parostwo Zjednoczonego Królestwa)
- 1932–1944: Walter Edward Guinness, 1. baron Moyne
- 1944–1992: Bryan Walter Guinness, 2. baron Moyne
- 1992 -: Jonathan Bryan Guinness, 3. baron Moyne

Najstarszy syn 3. barona Moyne: Jasper Jonathan Richard Guinness